# Severin Freund
Severin Freund (n. 11 mai 1988, Freyung, Bavaria, Germania) este un schior german, actualul campion mondial la sărituri cu schiurile. Freund a fost laureat cu aur la proba de sărituri cu schiurile la Jocurile Olimpice de iarnă din 2014.

## Legături externe
Materiale media legate de Severin Freund la Wikimedia Commons
- en Severin Freund la Olympedia.org